# 삼성 갤럭시 A31
삼성 갤럭시 A31(영어: Samsung Galaxy A31)은 삼성 갤럭시 A 시리즈의 2020년 모델이다. 삼성전자에서 2020년 3월 출시된 모델로 지문인식, 삼성 페이 등이 탑재된 모델이다.

## 하드웨어

### 프로세서
미디어텍 헬리오 P65 MT6768를 탑제하였다.

### 저장공간
LPDDR4X SDRAM 규격의 4GB RAM이 탑재되었으며 eMMC 규격의 64GB 내장 메모리가 탑재되었다. 마이크로 SD 카드 규격의 외장 메모리 추가가 가능해 최대 512GB까지 메모리를 확장할 수 있다.

### 카메라
후면 카메라는 메인, 초광각, 뎁스, 접사 총 쿼드 카메라로 구성되어 있으며 메인 카메라는 4800만 화소에 조리개값 F/2.0, 초광각 카메라는 800만 화소 에 조리개값 F/2.2, 뎁스 카메라는 500만 화소에 조리개값 F/2.2, 접사 카메라는 500만 화소에 조리개값 F/2.2이다. 전면 카메라는 2000만 화소에 조리개값 F/2.0인 카메라가 탑재되어 있다.카메라에 OIS와 EIS 둘 다 탑재되지 않았다.

### 디스플레이
6.4인치 20:9 비율의 1080 x 2400 해상도를 가진 Super AMOLED 방식의 디스플레이를 사용한다. FHD 해상도에 비해 세로 면적이 확장된 해상도로 삼성에서는 FHD+라고 부른다. 전면 카메라가 기기의 상단 중앙에 위치하였고 카메라 부분의 베젤이 U자로 생겼는데, 삼성에서는 이를 Infinity-U Display라고 부른다.

### 배터리
5,000mAh의 내장형 리튬이온배터리를 탑재해 비디오 연속 재생 시간은 22시간이다. 15W 속도의 고속 충전을 지원하지만 무선 충전은 지원하지 않는다.

### 디자인
2020년 갤럭시 스마트폰의 패밀리룩이 적용된 디자인이다. 후면부는 플라스틱 재질로 되어있으며 X자 형태의 패턴이 있다. 전면부는 전면 카메라 부분의 베젤이 U자로 디자인된 infinity-U 디스플레이가 적용되었으며 디스플레이의 가장자리 부분이 구부러지지 않고 평평한 플랫 디스플레이가 적용되었다.

## 한국 출시
2020년 3월 한국에서 출시하였으며 출고가는 37만 4천원이며 색상은 프리즘 크러시 블랙 프리즘 크러시 블루, 프리즘 크러시 화이트 총 3가지이다.

2020년 스마트폰 판매량 1위를 달성했다